# Rhäzüns
Rhäzüns, appelée Razén en romanche, est une commune suisse du canton des Grisons, située dans la région d'Imboden. Elle est célèbre pour son château fortifié.

Photo aérienne prise à 500 m par Walter Mittelholzer (1925).